# Cantone di Pont-Audemer
Il Cantone di Pont-Audemer è una divisione amministrativa dell'arrondissement di Bernay.
A seguito della riforma approvata con decreto del 25 febbraio 2014, che ha avuto attuazione dopo le elezioni dipartimentali del 2015, è passato da 14 a 28 comuni.

## Composizione
I 14 comuni facenti parte prima della riforma del 2014 erano:
- Campigny
- Colletot
- Corneville-sur-Risle
- Fourmetot
- Manneville-sur-Risle
- Pont-Audemer
- Les Préaux
- Saint-Germain-Village
- Saint-Mards-de-Blacarville
- Saint-Symphorien
- Selles
- Tourville-sur-Pont-Audemer
- Toutainville
- Triqueville

Dal 2015 i comuni appartenenti al cantone sono i seguenti 28:
- Appeville-Annebault
- Authou
- Bonneville-Aptot
- Brestot
- Campigny
- Colletot
- Condé-sur-Risle
- Corneville-sur-Risle
- Écaquelon
- Fourmetot
- Freneuse-sur-Risle
- Glos-sur-Risle
- Illeville-sur-Montfort
- Manneville-sur-Risle
- Montfort-sur-Risle
- Pont-Audemer
- Pont-Authou
- Les Préaux
- Saint-Germain-Village
- Saint-Mards-de-Blacarville
- Saint-Philbert-sur-Risle
- Saint-Symphorien
- Selles
- Thierville
- Tourville-sur-Pont-Audemer
- Toutainville
- Touville
- Triqueville